# 打出站 (富山縣)
打出站（日语：／ Uchiide eki */?）是位於富山縣富山市打出，富山地方鐵道（地鐵）射水線的鐵路車站（廢站）。

## 歷史
- 1926年（大正15年）7月21日：越中電氣軌道四方站至打出濱站之間開業，開設了打出站（第一代，距離新富山站起點8.1公里處）和打出濱站（日语：／，距離新富山站起點8.5公里處）兩站[1]。
- 1927年（昭和2年）2月13日：鐵路公司名稱改為越中鐵道。成為越中鐵道的車站[2]。
- 1929年（昭和4年）7月2日：打出濱站至堀岡站之間開業，打出濱站成為中途站[2]。
- 1932年（昭和7年）- 1934年（昭和9年）：隨著富山飛行場啟用，打出站（第一代）改名為富山飛行場前站（日语：／）[1]。
- 1943年（昭和18年）1月1日：隨著進行交通整合，成為富山地方鐵道射水線的車站[1][2]。
- 1946年（昭和21年）前：富山飛行場前站被廢除[1]。另外，打出濱站向新富山一方遷移0.1公里，並改名為打出站（第二代）[1][注 1]。
- 日期不詳：成為無人車站[3]。
- 1980年（昭和55年）4月1日：射水線廢除，此站也被廢除[1][2]。

## 車站構造
截至車站廢除前，此站是一座地面車站，設有1面1線的單式月台。月台在路軌的北邊（新港東口方向的列車會開啟右邊車門）。
此站是無人車站。在有人車站的時代，站舍已經被撤走。在月台上設有候車室。

## 車站周邊
- 國道415號（日语：国道415号）
- 貴船神社

## 現狀
在四方站遺址南方附近至終點站新港東口站附近之間的路軌遺址變成了單車徑。截至1997年（平成9年），路軌遺址繼續是一條單車徑。截至2006年（平成18年）和2010年（平成22年）也是同樣。

## 相鄰車站
富山地方鐵道
射水線
四方－打出－本江
曾經在四方站與此站（第一代）之間設有和合之浦站（日语：／）（在1929年（昭和4年）7月9日啟用，1931年（昭和6年）6月4日廢除）。

## 注腳

## 相關項目
- 日本鐵路車站列表 U